# Lundsgård (Sydslesvig)
 For alternative betydninger, se Lundsgård. (Se også artikler, som begynder med Lundsgård)
Lundsgård eller Lundsgaard er et gods beliggende ved Grumtoft i det nordlige Angel i Sydslesvig. Administrativt hører Lundsgård under Grumtoft Kommune i Slesvig-Flensborg kreds i den nordtyske delstat Slesvig-Holsten. I kirkelig henseende hører stedet under Grumtoft Sogn. Sognet lå i den danske periode indtil 1864 i Husby Herred (Flensborg Amt, Slesvig). Lundsgård Gods er på 350 hektar.
I middelalderen fandtes her en borg med tårn og vandgrav, der beboedes af ridderen Erik Nilsen. I 1500-tallet kom gården i besiddelse af Wisch-familien, som også ejede godserne Fulbro (Voldewraa) og Røst (Röst). I slutningen af 1500-tallet kom gården i Rantzau-slægtens eje. I 1564 rev Andreas Rantzau borgen ned og opførte den nuværende herregård på stedet. I årene omkring 1700 skiftede ejerskabet flere gange, inden gården 1722 kom igen i hænderne på Wisch-slægten. I 1908 gik ejerskabet endelig over til Asmus Petersen.
Lundsgård kunne bevare sin selvstændighed gennem flere århundreder, men var i 1600-tallet forenet med Søndersøgaard, hvorfra det fik tre gårde i Bønstrup. Godset rådede over spredtliggende ejendomme i Grumtoft Sogn (Bønstrup, Dollerup, Nørballe, Strygmølle, Terkelstoft) og Husby Sogn (Fulbro og Lyshøj). Som følge af patrimonialjurisdiktionens afskaffelse i 1853 kom Lundsgård under Husby Herreds jurisdiktion.